# Filipínská deska

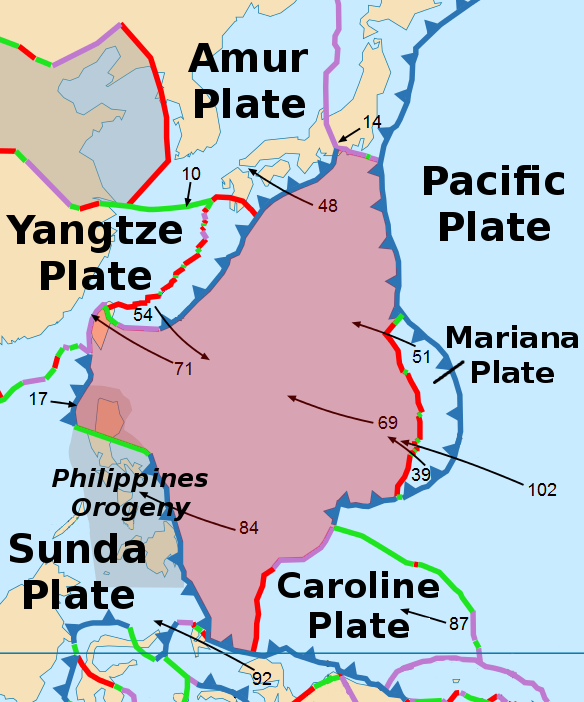
Filipínská tektonická deska

Filipínská deska je malá tektonická deska, která pokrývá zejména oblast Filipínského moře. Leží východně od Filipín. Na severu sousedí s Ochotskou mikrodeskou (hranici tvoří Příkop Nankai), přičemž spolu s Amurskou deskou utváří horu Fudži. Ve východní části desky leží souostroví Izu, Boninské ostrovy a Mariany. Kromě toho zahrnuje deska také část největšího filipínského ostrova Luzon.  
Na severozápadní hranici desky leží ostrov Tchaj-wan a souostroví Rjúkjú (součást Okinawské desky). Ve Filipínském příkopu se deska podsunuje pod sundskou desku. S Filipínskou deskou dále západním směrem subdukuje Pacifická deska (konkrétně v Boninském příkopu). Na jihu sousedí Filipínská deska s Karolínskou deskou a na západě s Deskou Yangtze. 